# Kostandin Çekrezi
Kostandin Çekrezi, född den 31 mars 1892 i Korça i Albanien, död den 10 januari 1959 i Boston, var en albansk-amerikansk publicist och skribent.
Kostandin Çekrezi studerade både i Thessaloniki och i Aten. Han utvandrade till USA i och med andra världskrigets utbrott. Före utvandringen arbetade han som tolk för Internationella kontrolkommissionen. I USA var han redaktör för den albanskspråkiga immigranttidningen Vatra. Han drev också sin egen tidskrift Illyria och efteråt Adriatic Review som tidigare redigerades av Fan Noli. Han tjänstgjorde som högste kommissionär å Albaniens vägnar i Washington i USA där han även avled.
Çekrezi skrev flera monografier, både på albanska och engelska, och flera långa faktatexter om albansk historia som i sitt omfång var tämligen imponerande för sin tid.

## Utgivningar
- "Albania Past and Present", New York 1919.
- "Kendime per rjeshten e funtme te shkollave filltare", Boston 1921.
- "Historia e Shqipërisë", Boston 1921.
- "Histori e Vjeter: Që në kohërat e Pellasgëve gjer në rrënien e Perandorisë Romane", Boston 1921.
- "Histori e re e Evropës", Boston 1921.
- "Historia mesjetare e Evropes që në rënien e Romës gjer në rënien e Kostantinopojës 478-1453", Boston 1921.
- "English-Albanian Dictionary, Fjalor inglisht-shqip", Boston 1923.